# Laugh Now, Cry Later
Laugh Now, Cry Later je první nezávislé a celkově sedmé album amerického rappera Ice Cubea. Vyšlo po pětileté pauze v roce 2006, umístilo se na 4. místě žebříčku The Billboard 200 a získala zlaté ocenění RIAA.

## Seznam skladeb
| #  | Název                                   | Host(é)             | Trvání |
| -- | --------------------------------------- | ------------------- | ------ |
| 1  | "Definition Of A West Coast G' (Intro)" | -                   | 0:14   |
| 2  | "Why We Thugs"                          | -                   | 3:44   |
| 3  | "Smoke Some Weed"                       | -                   | 3:46   |
| 4  | "Dimes & Nicks (A Call From Mike Epps)" | -                   | 1:06   |
| 5  | "Child Support"                         | -                   | 4:01   |
| 6  | "2 Decades Ago"                         | -                   | 0:14   |
| 7  | "Doin' What It 'Pose 2 Do"              | -                   | 4:08   |
| 8  | "Laugh Now, Cry Later"                  | -                   | 3:37   |
| 9  | "Stop Snitchin'"                        | -                   | 3:15   |
| 10 | "Go To Church"                          | Snoop Dogg, Lil Jon | 4:00   |
| 11 | "The Nigga Trap"                        | -                   | 3:49   |
| 12 | "A History Of Violence"                 | -                   | 1:09   |
| 13 | "Growin' Up"                            | -                   | 3:55   |
| 14 | "Click, Clack - Get Back!"              | -                   | 3:10   |
| 15 | "The Game Lord"                         | -                   | 4:10   |
| 16 | "Chrome & Paint"                        | WC                  | 3:27   |
| 17 | "Steal The Show"                        | -                   | 4:12   |
| 18 | "You Gotta Lotta That"                  | Snoop Dogg          | 4:06   |
| 19 | "Spittin' Pollaseeds"                   | WC, Kokane          | 5:04   |
| 20 | "Holla @ Cha' Boy"                      | -                   | 3:31   |

## Singly
- "Chrome&Paint"
- "Why We Thugs"
- "Go To Church"
- "Steal The Show"
- "Child Support"
- "Spittin' Pollaseeds"
- "You Gotta Lotta That"